# 42618 Bardabelias
42618 Bardabelias este o planetă minoră (asteroid) din centura de asteroizi. A fost descoperită pe 21 martie 1998 la Observatorul Național Kitt Peak de Spacewatch. 
Obiectul prezintă o orbită caracterizată de o semiaxă mare de 2,2768422814605 UAi, o excentricitate de 0,20998041278951, o înclinație de 6,1005474791115 ° în raport cu ecliptica.